# Petrof
Petrof ist ein tschechischer Hersteller von Klavieren mit Sitz im nordostböhmischen Hradec Králové (deutsch Königgrätz). Es ist der führende europäische Klavierhersteller und exportiert in mehr als 60 Länder.

## Geschichte

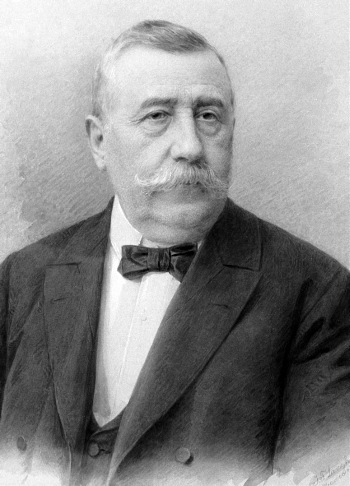
Unternehmensgründer Antonín Petrof sen. (1839–1915)

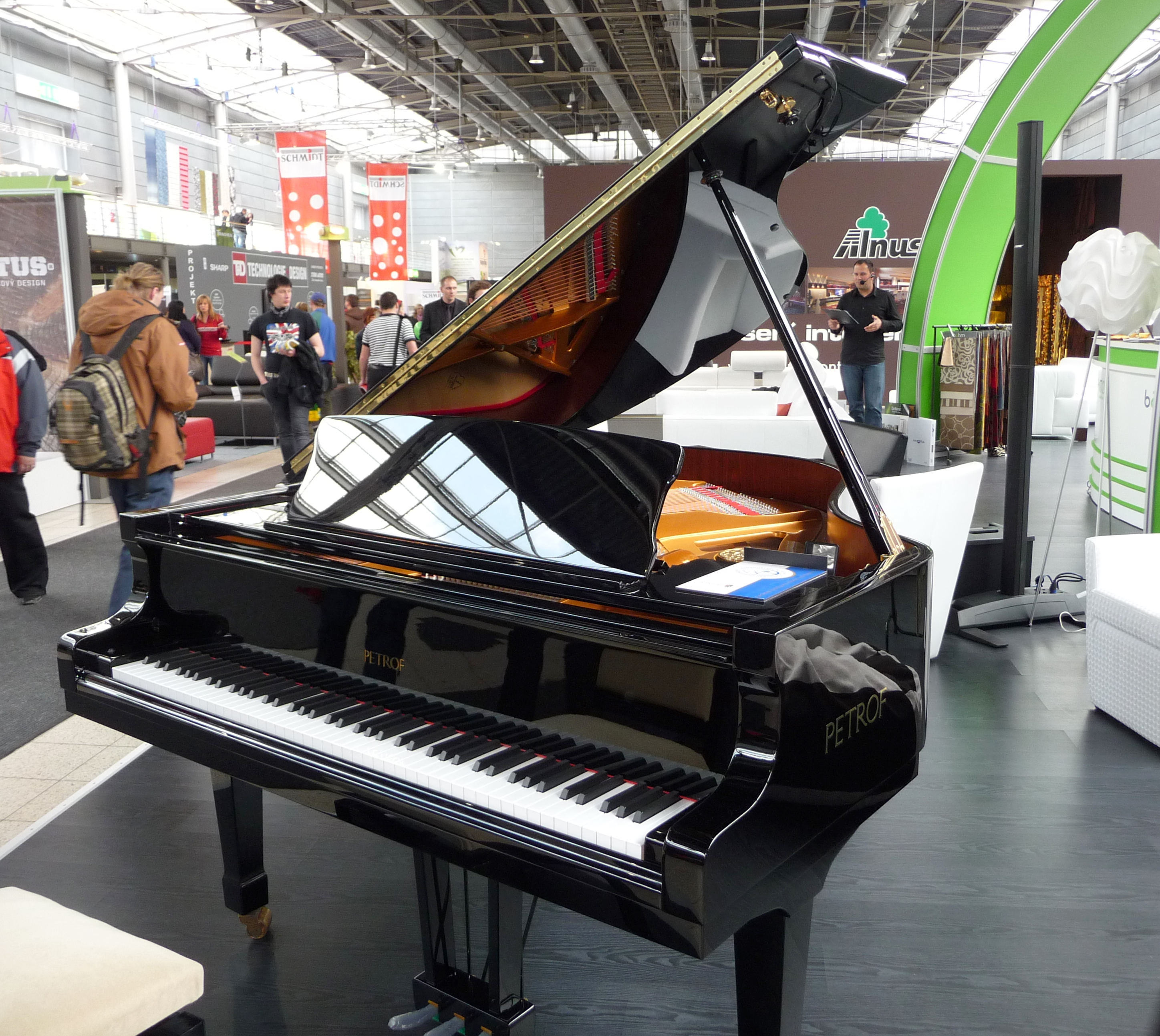
Petrof-Flügel, Messe Brünn

Das Unternehmen wurde 1864 vom Klavierbauer Antonín Petrof (deutsch Anton Petrof) in Hradec Králové gegründet. Dieser hatte sich zuvor in Wien bei verschiedenen renommierten Klavierfabrikanten wie Heitzmann, Friedrich Ehrbar und Schweighofer ausbilden lassen. Mit den Jahren stellte sich der Erfolg ein, und er konnte zu einem bedeutenden Hersteller aufsteigen. Zu den Kunden gehörte unter anderen der kaiserliche Hof. Petrof erhielt 1899 das Privileg eines k.u.k. Hoflieferanten und den Titel eines Geheimen Hofrates verliehen. Auch die Söhne erhielten später beide Titel. 1908 wurde das Unternehmen in eine offene Handelsgesellschaft umgewandelt, Petrofs Ehefrau Marie wurde Prokuristin, die Söhne Jan, Antonín und Vladimír wurden Teil des Betriebs. Antonín und Marie Petrof starben 1915, die Geschäftsführung wurde vom jüngsten Sohn Vladimír Petrof übernommen.
Ab 1924 wurden Klaviere nach Amerika, Asien und Australien exportiert. In London eröffnete Petrof gemeinsam mit Steinway 1928 eine Niederlassung in der Wigmore Street. Mit dem Einstieg von Dimitrij, Eduard und Eugen Petrof begann die dritte Generation des Familienunternehmens. Der Klavierhersteller Petrof wurde während der Weltausstellung 1935 in Brüssel mit dem Grand Prix ausgezeichnet. In der Zeit waren 400 Arbeitskräfte im Betrieb beschäftigt.
Im Jahre 1948 wurde der Hersteller Petrof verstaatlicht und als Marke des Betriebs Československé hudební nástroje weitergeführt. Zwischen 1991 und 1998 erfolgte die Reprivatisierung.
Petrof, das seit 2004 von zwei Schwestern der fünften Generation der Familie Petrof weitergeführt wird, ist mit jährlich bis zu 5000 Pianinos und 900 Flügeln gegenwärtig stückzahlenmäßig einer der größten Klavierproduzenten in Europa. Seit Beginn des 21. Jahrhunderts bemüht sich Petrof auch um Innovationen im Klavierbau. So entwickelte das Unternehmen eine Vorrichtung, um mittels einstellbarer Magnete das Spielgewicht der Tasten der Flügelmechanik justieren und nach den Präferenzen eines Pianisten einstellen zu können. Seit 2012 hat der deutsche Klavierbauer C. Bechstein eine Kooperation mit Petrof. In deren Werkhallen werden die Klaviere und Flügel der Zweitmarke (Made by Bechstein Europe) W. Hoffmann gefertigt.

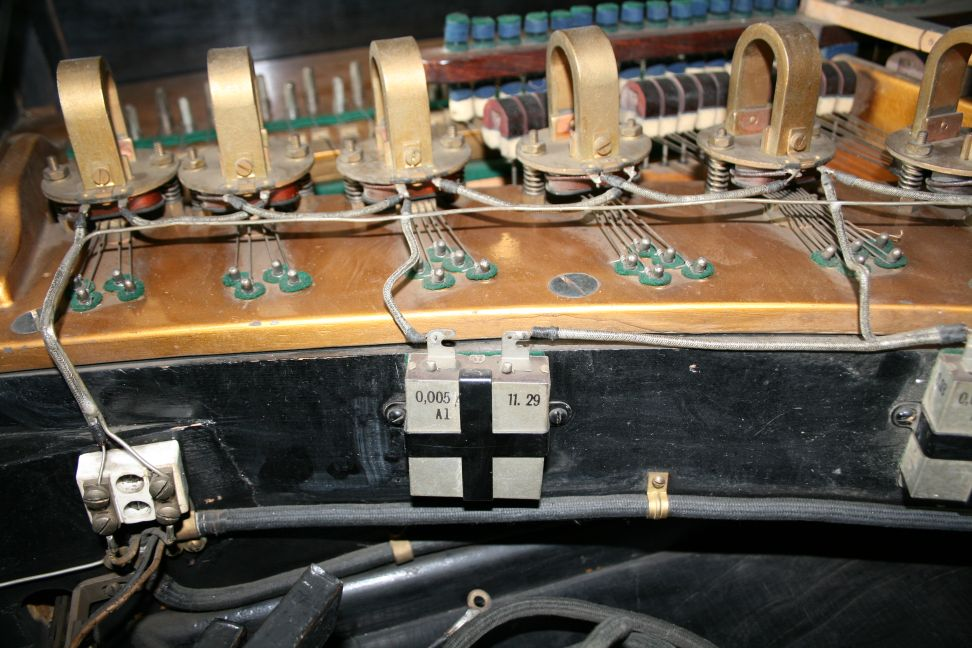
Tonabnehmer eines Neo-Petrof

Petrof erwarb 1932 die Lizenz zur Produktion des elektro-akustischen Klaviers Neo-Bechstein, welches als Neo-Petrof vermarktet wurde. In den Petrof-Manufakturen werden auch Instrumente anderer Marken fabriziert. Im Zweigwerk in Jiříkov (deutsch Georgswalde) werden in China vorgefertigte Pianos der Marke Weinbach endmontiert. Dort hatte bis zum Zweiten Weltkrieg eine Fabrik der Firma August Förster bestanden, die in Löbau in Sachsen ihr Hauptwerk hat.